# George Moutard Woodward

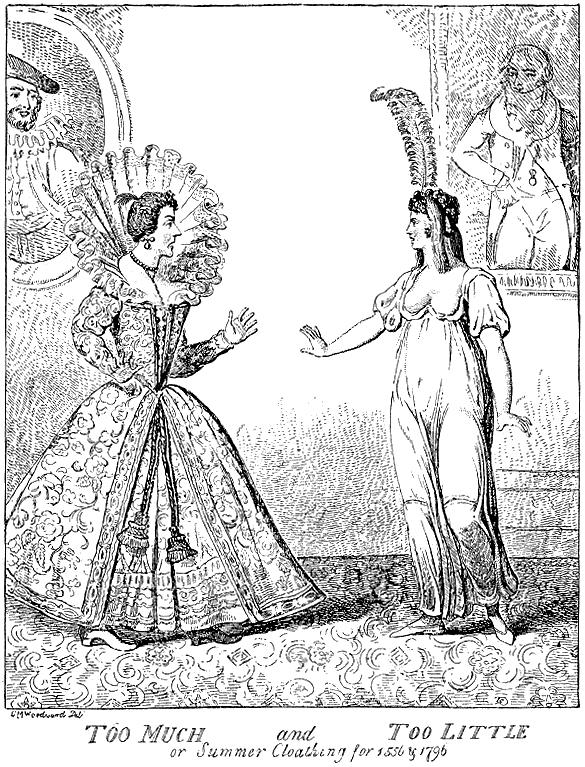
Demasiado mucho y demasiado poco, caricatura de 1796 sobre la nueva moda femenina neoclásica comparándola con la isabelina, grabado según un dibujo de Woodward.

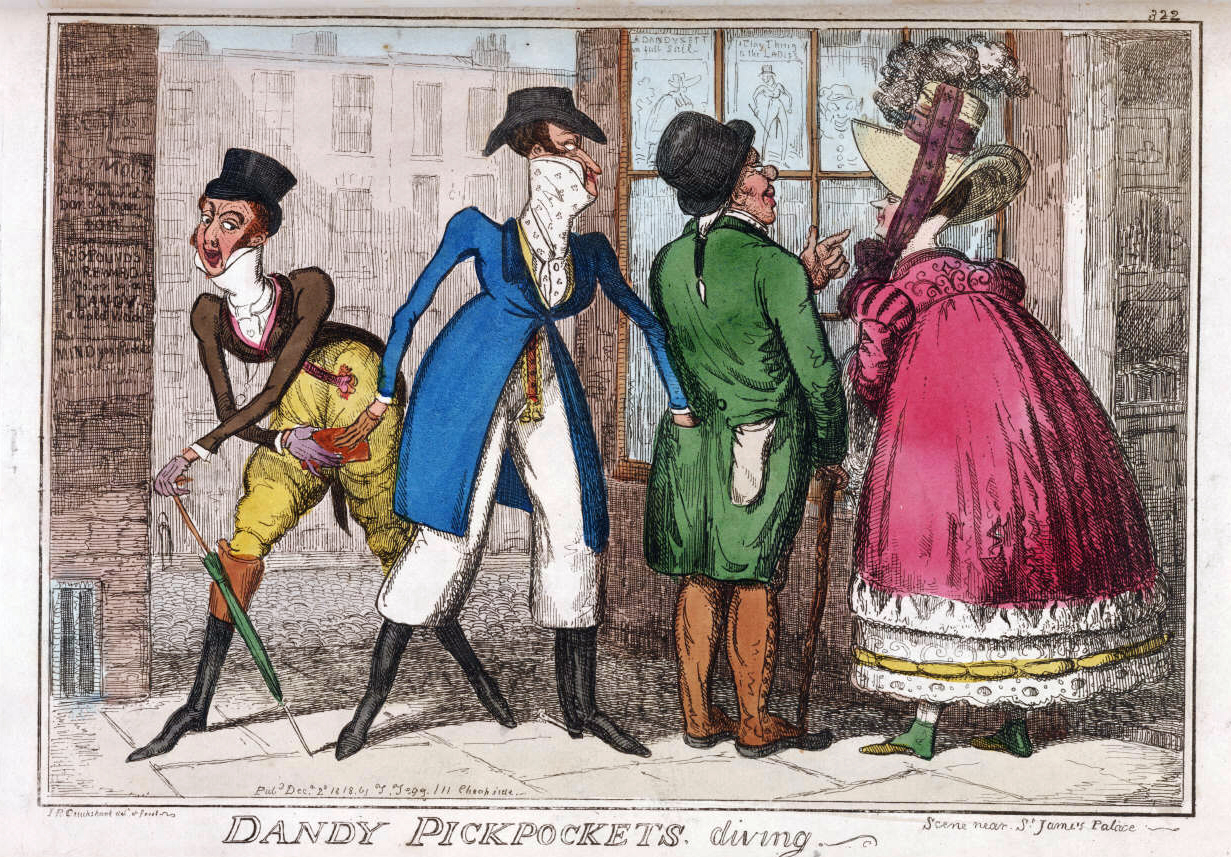
CARTERISTAS DANDIS ACTUANDO: Escena cerca del Palacio de St. James, publicado en The Caricature Magazine o Hudibrastic Mirror por G. M. Woodward.

George Murgatroyd Woodward, más conocido por sus obras firmadas con su nombre abreviado G. M. Woodward (1760-1809) fue un caricaturista aficionado y escritor de humor inglés. Era amigo y colega de Thomas Rowlandson.

## Biografía
Woodward nació en 1760 en Stanton Hall en Derbyshire, Inglaterra, hijo de William Woodward. Apodado Mustard George, Woodward tenía un estilo algo crudo pero enérgico. Ampliamente publicado en la revista Caricature y en otros lugares, sus dibujos fueron casi todos grabados por otros artistas, principalmente por Thomas Rowlandson, pero también por Charles Williams e Isaac Cruikshank.
Dorothy George dijo de Woodward: "Él hace una figura muy considerable en la caricatura, era original, prolífico y variado."

## Obras
- School For Lovers (Escuela para amantes) (1792).
- Eccentric Excursions in England and South Wales (Excursiones excéntricas en Inglaterra y Gales del Sur) (1796).
- Cupids Magick Lantern (Linterna Mágica de Cupidos) (1797-78) (Thomas Rowlandson).
- Matrimonial Comforts (Comodidades matrimoniales) (1799) (sc Thomas Rowlandson).
- Horse accomplishments (Logros del caballo) (1799) (Thomas Rowlandson).
- Le Brun Travestied or Caricatures of the Passions (Le Brun Travestied o Caricaturas de la pasión) (1800) (Thomas Rowlandson).
- Pigmy Revels (Espectáculo de enanos)(1800-1) (Charles Williams), letras por (Frederick Sansom).
- An Olio of Good Breeding (Un Olio de buena crianza) (1801) (Isaac Cruikshank).
- Attempts at Humour (Intentos de humor) (1803).
- The Bettyad (El Bettyad) (1805).
- The Caricature Magazine or Hudibrastick Mirror (La revista de caricatura o Espejo de Hudibrastick) (1806-7) (Thomas Rowlandson, Isaac Cruikshank, y otros).
- An essay on the Art of Ingeniously Tormenting (Un ensayo sobre el arte de atormentar ingeniosamente) (1808) (Thomas Rowlandson).
- Chesterfield Travestied, or School for Modern manners (Chesterfield Travestied, o Escuela de modales modernos) (1808) Thomas Rowlandson)
- The Convention of Cintra, a Portuguese Gambol for the amusement of Iohn Bull (El Convenio de Sintra, un juego portugués para la diversión de John Bull) (1809)[4]
- Something concerning Nobody Edited by Somebody (Algo concerniente a nadie editado por alguien) (William Henry Irlanda), Londres, Robert Scholey (1814). Catorce ejemplares grabados por Woodward.